# Hofmeisteriinae
Hofmeisteriinae es una subtribu de plantas de la subfamilia Asteroideae  de la familia de las asteráceas.

## Descripción
Las especies de esta subtribu son hierbas o subarbustos perennes. Las hojas son ampliamente ovadas, orbiculares, reniformes o filiformes con contorno entero o con lóbulos (con segmentos profundos). La consistencia de la lámina es herbácea. Las inflorescencias están compuestas de cabezas solitarias o agrupadas en cimas sueltas. Las flores con largos pedúnculos bracteados. La forma de las cabezas es ampliamente campanulada y están formados por una carcasa compuesta de diferentes escalas dispuestas de manera imbricada dentro de la cual un receptáculo actúa como una base de flores tubulares.  El receptáculo es glabro y equipado con lana para proteger la base de las flores. En algunos casos encierra parcialmente la base de la flor ( Oaxacania ). En otros casos, el recipiente está desprovisto de escamas ( Hofmeisteria ). Las frutas son aquenios con vilano. 

## Géneros
En la actualidad la subtribu Hofmeisteriinae incluye 2 géneros y 12 especies. 
| Géneros                             | N. especies | Distribución        |
| ----------------------------------- | ----------- | ------------------- |
| Hofmeisteria Walp., 1846            | 10 spp.     | México              |
| Oaxacania B.L. Rob. & Greenm., 1895 | 2 spp.      | California y México |